# Miss Teen USA 2015
Miss Teen EUA 2015 foi a 33° edição do concurso Miss Teen USA. Foi realizado no Atlantis Paradise Island em Nassau, Bahamas, em 22 de agosto de 2015 e foi apresentado pela  Miss USA 2013 Erin Brady e pelo escritor de televisão Nick Teplitz. Todos os 50 estados e o Distrito de Columbia competiram. K Lee Graham, da Carolina do Sul, coroou sua sucessora Katherine Haik, de Luisiana, no final do evento.

## Resultados
| Resultados Finais  | Concorrente |
| ------------------ | --- |
| Miss Teen EUA 2015 | - Luisiana - Katherine Haik |
| 1° Vice-Campeão    | - Califórnia - Melanie Mitchell |
| 2° Vice-Campeão    | - Carolina do Norte - Jane Axhoj |
| 3° Vice-Campeão    | - Tennessee - Hannah Greene |
| 4° Vice-Campeão    | - Massachusetts - Sophie Baird |
| Top 15             | - Alabama - Taylor Elliott - Arizona - Neda Danilovic - Arkansas - Arynn Johnson - Carolina do Sul - Wesley Mitchell - Missouri - Christina Stratton - Nova Iorque - Geena Cardalena - Oklahoma - Cherokee Pearce - Pensilvânia - Jasmine Daniels - Texas - Chloe Kembel - Vermont - Alexandra Marek |

### Prêmio Especial
| Prêmio          | Concorrente                      |
| --------------- | -------------------------------- |
| Miss Fotogênica | - Missouri - Christina Strantton |
| Miss Simpatia   | - Virgínia Ocidental - Cora King |

## Ordem dos anúncios

### Top 15
1. Carolina do Norte
2. Arizona
3. Texas
4. Massachusetts
5. Califórnia
6. Pensilvânia
7. Luisiana
8. Arkansas
9. Missouri
10. Nova Iorque
11. Oklahoma
12. Carolina do Sul
13. Tennessee
14. Alabama
15. Vermont

### Top 5
1. Tennessee
2. Massachusetts
3. Carolina do Norte
4. Califórnia
5. Luisiana

## Concurso

### Seleção das candidatas
51 estados dos 50 estados e o Distrito de Columbia foram selecionadas  em concursos estaduais que começaram em setembro de 2014 e terminaram em janeiro de 2015.

### Rodada preliminar
Antes da competição final, as candidatas competiram na competição preliminar que envolveu entrevistas particulares com os juízes e um show de apresentação onde elas competiram em trajes de banho e trajes de gala. Foi realizado em 21 de agosto de 2015 foi transmitida ao vivo no site do Miss Teen USA.

### Finais
Durante a competição final, as 15 semifinalistas competiram em trajes de banho e trajes de gala, e as top 5 finalistas competiram em uma rodada de perguntas personalizadas por um painel de juízes. A vencedora do concurso estreou a nova coroa feita pela Diamonds International Corporation, uma joalheria checa, a mais nova joalheria oficial da Organização Miss Universo.

## Juízes
- BJ Coleman.
- Danielle Doty - Miss Teen USA 2011, de Texas.
- Fred Nelson.
- Marc Passera.
- Rachel Frimer.
- Tony Capasso.

## Candidatas
51 candidatas competiram no Miss Teen EUA 2015.
| Estado               | Candidata                   | Idade na época | Altura | Cidade-Natal     | Colocação                 | Notas                                                         |
| -------------------- | --------------------------- | -------------- | ------ | ---------------- | ------------------------- | ------------------------------------------------------------- |
| Alabama              | Taylor Ryan Elliott         | 18             | 1,60   | Trussville       | Top 15                    |                                                               |
| Alasca               | Katelyn Cusack              | 18             | 1,73   | Anchorage        |                           |                                                               |
| Arizona              | Neda Danilovic              | 17             | 1,70   | Phoenix          | Top 15                    | Nasceu na Sérvia.                                             |
| Arkansas             | Arynn Johnson               | 18             | 1,70   | Hot Springs      | Top 15                    | Mais tarde Miss Arkansas USA 2017.                            |
| Califórnia           | Melanie Mitchell            | 17             | 1,78   | Anaheim Hills    | 1° Vice-Campeão           |                                                               |
| Colorado             | Taylor Kelly                | 18             | 1,75   | Castle Pines     |                           | Anteriormente Miss Colorado Teen 2012.                        |
| Carolina do Norte    | Jane Axhoj                  | 17             | 1,78   | Waxhaw           | 2° Vice-Campeão           |                                                               |
| Carolina do Sul      | Wesley Mitchell             | 19             | 1,73   | Lexington        | Top 15                    |                                                               |
| Connecticut          | Savannah Giammarco          | 17             | 1,68   | Middletown       |                           |                                                               |
| Delaware             | Sierra Wright               | 18             | 1,68   | Wilmington       |                           | Mais tarde Miss Delaware EUA 2018.                            |
| Dakota do Norte      | Hannah Nelson               | 18             | 1,70   | Hunter           |                           |                                                               |
| Dakota do Sul        | Marley Hanson               | 17             | 1,60   | Vermillion       |                           | 1° Vice-Campeão no Miss South Dakota's Outstanding Teen 2014. |
| Distrito de Colúmbia | Naira Iman (Tarleton-Allen) | 17             | 1,65   | Washington, D.C. |                           |                                                               |
| Flórida              | Jara Courson                | 18             | 1,78   | Lake City        |                           |                                                               |
| Geórgia              | Mary Calkins                | 17             | 1,78   | Augusta          |                           |                                                               |
| Havaí                | Kyla Hee                    | 18             | 1,68   | Honolulu         |                           | Filha da Miss Havaí 1987 Luana Alapa.                         |
| Idaho                | Chaise Goris                | 18             | 1,70   | Eagle            |                           |                                                               |
| Illinois             | Megan Riesner               | 19             | 1,70   | Plainfield       |                           |                                                               |
| Indiana              | Kassidy Tharp               | 18             | 1,73   | Sullivan         |                           | 3° Vice-Campeã no Miss Indiana's Outstanding Teen 2014.       |
| Iowa                 | Aryn Book                   | 19             | 1,70   | Adel             |                           |                                                               |
| Kansas               | Melanie Shaner              | 18             | 1,73   | Overland Park    |                           | Mais tarde Miss Kansas USA 2018.                              |
| Kentucky             | Caroline Ford               | 18             | 1,70   | Bowling Green    |                           | 3° Vice-Campeão no Miss Kentucky's Outstanding Teen 2014.     |
| Luisiana             | Katherine Haik              | 15             | 1,78   | Franklinton      | Miss Teen EUA 2015        |                                                               |
| Maine                | Skyle Gaudette              | 16             | 1,65   | Saco             |                           |                                                               |
| Maryland             | Taylor Dawson               | 18             | 1,70   | Germantow        |                           |                                                               |
| Massachusetts        | Sophie Baird                | 18             | 1,68   | Andover          | 4° Vice-Campeão           |                                                               |
| Michigan             | Maria Elizabeth Rendina     | 19             | 1,63   | Monroe           |                           |                                                               |
| Minnesota            | Hayden Hammond              | 19             | 1,68   | Maple Grove      |                           |                                                               |
| Mississippi          | Andrea Hightower            | 17             | 1,63   | Oxford           |                           |                                                               |
| Missouri             | Christina Stratton          | 16             | 1,75   | Sedalia          | Top 15 e Miss Fotogênica. |                                                               |
| Montana              | Miranda Youngren            | 18             | 1,68   | Reed Point       |                           |                                                               |
| Nebraska             | Paige Pflueger              | 18             | 1,68   | Norfolk          |                           | Filha na Miss Nebraska 1980 Louise Mitchell.                  |
| Nevada               | Geovanna Hilton             | 18             | 1,73   | Las Vegas        |                           |                                                               |
| Nova Hampshire       | Elie Lathram                | 18             | 1,68   | Bedford          |                           |                                                               |
| Nova Jérsei          | Jacqueline Giancola         | 18             | 1,70   | East Brunswick   |                           |                                                               |
| Novo México          | Nicolette Pacheco           | 18             | 1,68   | Rio Rancho       |                           |                                                               |
| Nova Iorque          | Geena Cardalena             | 18             | 1,68   | Floral Park      | Top 15                    |                                                               |
| Ohio                 | Shelby Stapleton            | 16             | 1,78   | Hilliard         |                           |                                                               |
| Oklahoma             | Cherokee Pearce             | 19             | 1,75   | Owasso           | Top 15                    |                                                               |
| Oregon               | Kenna Sloy                  | 18             | 1,78   | Boring           |                           |                                                               |
| Pensilvânia          | Jasmine Daniels             | 19             | 1,75   | Collegeville     | Top 15                    |                                                               |
| Rhode Island         | Mary Malloy                 | 18             | 1,73   | Cumberland       |                           |                                                               |
| Tennessee            | Hannah Faith Greene         | 17             | 1,83   | Chattanooga      | 3° Vice-Campeão           | 4° Vice-Campeão no Miss Tennesee's Outstanding Teen 2014.     |
| Texas                | Chloe Kembel                | 18             | 1,70   | Denton           | Top 15                    |                                                               |
| Utah                 | Brooke Skabelund            | 17             | 1,73   | Logan            |                           |                                                               |
| Vermont              | Alexandra Marek             | 16             | 1,73   | Burlington       | Top 15                    |                                                               |
| Virgínia             | Ann Kutyna                  | 16             | 1,75   | Herndon          |                           |                                                               |
| Virgínia Ocidental   | Cora King                   | 17             | 1,75   | Hurricane        | Miss Simpatia             |                                                               |
| Washington           | Priya Gopal-Walker          | 18             | 1,65   | Seattle          |                           |                                                               |
| Wisconsin            | Kenna Harke                 | 17             | 1,75   | Greenville       |                           |                                                               |
| Wyoming              | Payton Sanders              | 18             | 1,68   | Casper           |                           | Irmã da Karlie Sanders Miss Wyoming USA 2014.                 |